# Reibold (Adelsgeschlecht)

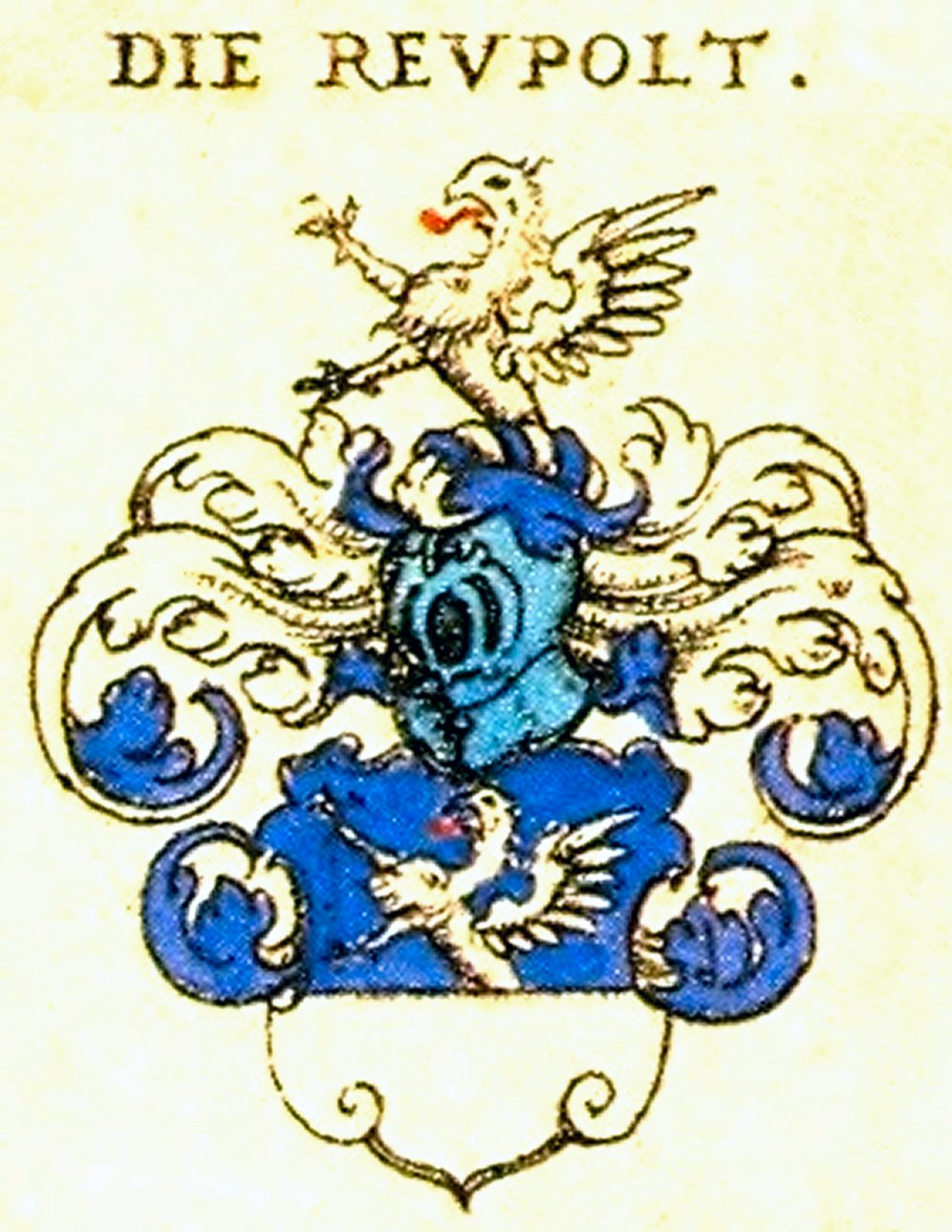
Wappen derer von Reibold

Reibold, auch Reiboldt, ist der Name eines vogtländischen Adelsgeschlechts, das in der Markgrafschaft Meißen, der Oberlausitz und der Niederlausitz verbreitet war.

## Geschichte
Der meißnische Rat und Rentmeister Johann (Hans) Reibold wurde am 27. Oktober 1549 in den böhmischen Adelsstand erhoben, nachfolgend ein Zweig in den Grafenstand nobilitiert. Die Nachfahren der von Reibold besaßen mehrere Güter, unter anderem Polenz, heute zu Neustadt in Sachsen zugehörig, und Neundorf sowie Reinsdorf bei Plauen. Durch Heirat ging dieser letztgenannte Besitz an die Familie von Tümpling. 
Durch die Heirat 1842 der Agnes von Reiboldt (Haus Polenz) (1817–1901) mit Gustav von Mangoldt (1804–1875) ließ deren Sohn Major Erich von Mangoldt (1856–1924) am 28. Mai 1878 zur Vereinigung des Namens und am 20. März 1888 in Dresden zur Vereinigung des Wappen zu Mangoldt-Reiboldt verbinden, vgl. Mangoldt (Adelsgeschlecht).
Als Grablege der Reibold auf Neundorf diente die Dorfkirche Straßberg.

## Wappen
Blasonierung: Von Blau und Silber geteilt, oben ein aus der Teilung wachsender silberner Greif. Auf dem Helm mit blau-silbernen Helmdecken der wachsende Greif.

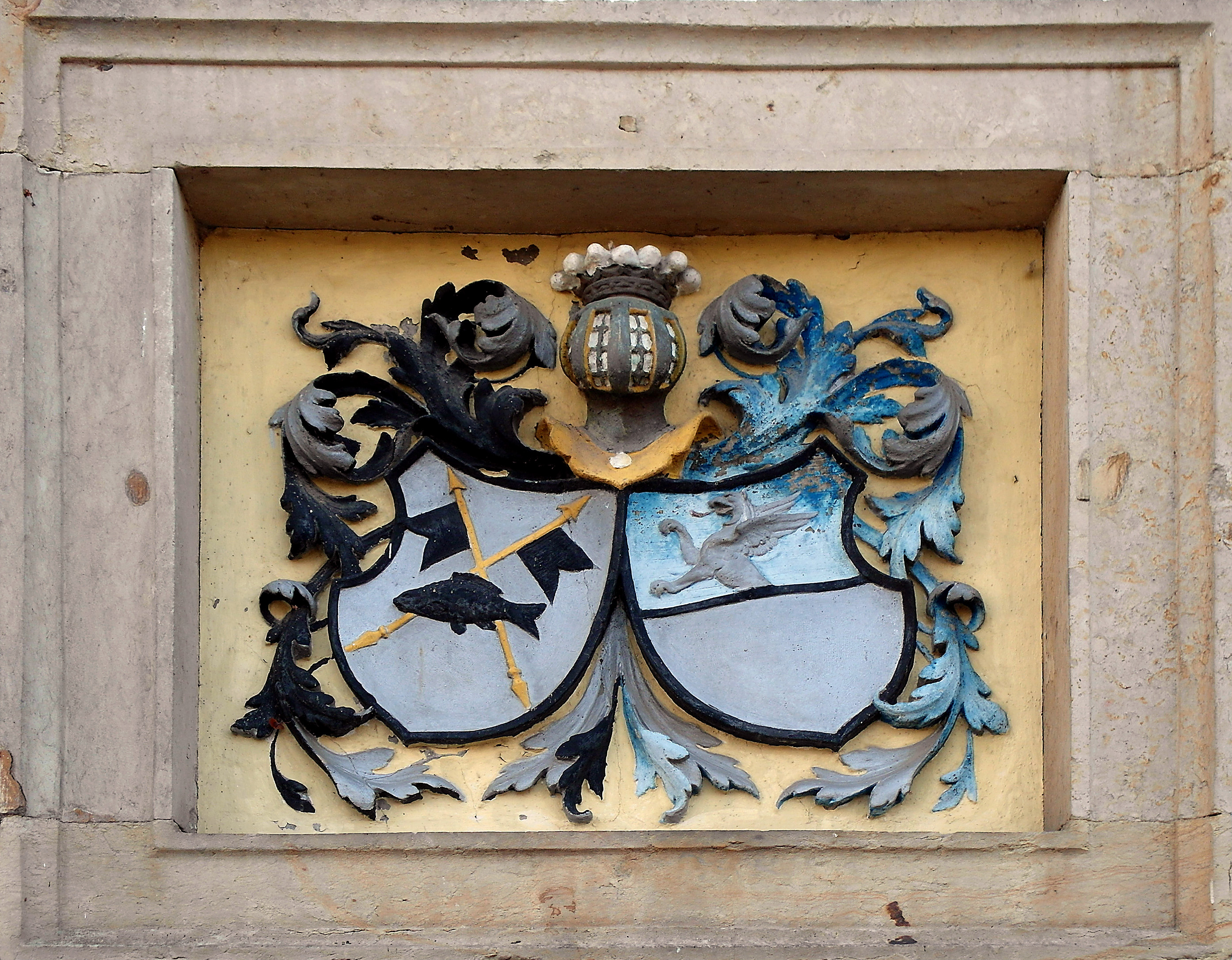
Allianzwappen Mangoldt-Reibold in Dresden
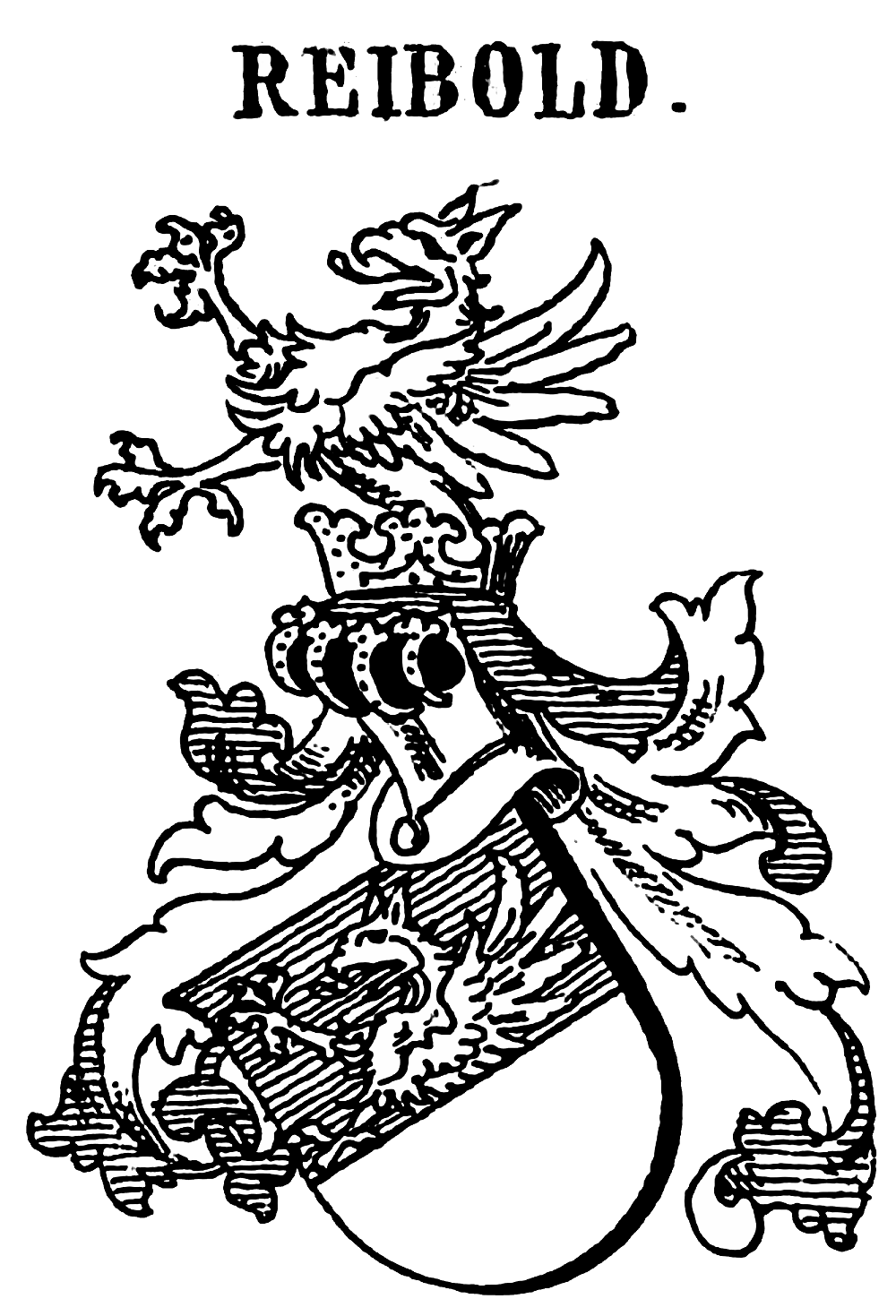
Darstellung in J. Siebmacher’s grosses und allgemeines Wappenbuch 1894

## Persönlichkeiten
- Philipp Ferdinand von Reibold (1660–1712), kursächsischer Hofmarschall, Oberkammerrat und Geheimer Rat und Rittergutsbesitzer.
- Hans von Reibold (1661–1734), kursächsischer Oberforstmeister, Rittergutsbesitzer und Gründer des nach ihm benannten Bades Reiboldsgrün.
- Gottlob August von Reibold (1664–1716), kursächsischer Kammerherr, Ritter des Johanniterordens und Rittergutsbesitzer.
- Christian Ferdinand von Reiboldt († 1799), kursächsischer Amtshauptmann des Vogtländischen Kreises und Rittergutsbesitzer.